# Hudson (software)
Hudson fue una herramienta de integración continua escrita en Java, que se ejecutaba en  contenedores de servlets, como Apache Tomcat o en el servidor de aplicaciones GlassFish. TrabajaBA con herramientas de control de versiones como CVS, Subversion,  Git  y Clearcase y podía ejecutar proyectos basados en Apache Ant y Apache Maven, así como también shell scripts o procesos por lotes Windows ("Windows batch commands").
La "Build" de un proyecto puede iniciarse de varias formas, planificando mecanismos cron, creando la "Build" del proyecto cuando otras "Builds" se han completado o creando la "Build" de una URL.
Hudson se convirtió en una alternativa a CruiseControl y otros servidores de "Builds" de código abierto. En la conferencia JavaOne de mayo de 2008, Hudson fue el ganador del premio "Duke's Choice" en la categoría de "Soluciones para desarrolladores".
Hudson fue un proyecto de código abierto, con algunas partes (diseño gráfico derivado del proyecto Tango Desktop Project) bajo licencia Creative Commons  y el resto bajo licencia MIT. El desarrollador principal de Hudson fue Kohsuke Kawaguchi, empleado de Sun Microsystems.
Durante noviembre de 2010, una incidencia surgió en la comunidad de Hudson con respecto a la infraestructura usada, la cual creció hasta cuestionar el control de Oracle sobre el proyecto. A pesar del acuerdo entre los principales colaboradores del proyecto y Oracle en muchos aspectos, el uso del nombre "Hudson" no fue cedido por Oracle, por lo que en enero de 2011 se propuso cambiar el nombre de "Hudson" por  "Jenkins". La propuesta fue apoyada mayoritariamente creándose el proyecto Jenkins.
Finalmente, Jenkins se impuso y Hudson dejó de ser mantenido y se declaró obsoleto.